# Panesthia saussurei
Panesthia saussurei es una especie de cucaracha del género Panesthia, familia Blaberidae.

## Distribución
Esta especie se encuentra en Filipinas y Malasia.